# NGC 6354
NGC 6354 (другое обозначение — ESO 333-**8) — четверная звезда в созвездии Скорпион.
Этот объект входит в число перечисленных в оригинальной редакции «Нового общего каталога».